# Half-Life: Decay
Half-Life: Decay è la terza ed ultima espansione per lo sparatutto in prima persona Half-Life. Sviluppata da Gearbox Software nel 2001, è stata inserita nella versione PlayStation 2 di Half-Life.

## Trama
Ambientato a Black Mesa, il gioco segue la storia attraverso gli occhi di due scienziate: Colette Green e Gina Cross, colleghe di Gordon Freeman, protagonista di Half-Life.

## Modalità di gioco
A differenza di Half-Life e delle due altre espansioni, Decay è caratterizzato dall'assenza di una modalità giocatore singolo: è infatti giocabile attraverso una modalità cooperativa a due giocatori, grazie allo split screen. Dopo il completamento di ogni livello, progettati appositamente per sfruttare la presenza di due giocatori, viene assegnato un punteggio in lettere (Da A fino a F) che varia in base all'accuratezza delle uccisioni e al danno subito. Se si guadagna il massimo punteggio in tutti e 9 i livelli, verrà sbloccato un livello extra chiamato "Xen Attacks". Nel livello extra, i due giocatori possono impersonare due vortigaunt. Secondo la trama, i due vortigaunt sono stati mandati dal ninilanth a Black Mesa per recuperare dei cristalli che erano composti da dei materiali alieni, e riportarli a Xen. Sempre secondo la trama, questi cristalli non sono correlati con l'esperimento che doveva fare Gordon Freeman in Half-Life.

## Versioni
Decay è stato convertito per Windows da alcuni sviluppatori indipendenti dell'Ucraina, e giocabile anche attraverso una rete locale.